# 印度尼西亚农业
印度尼西亚农业是指印度尼西亞境內的農業發展概況。20世紀下半葉以來，農業在印度尼西亞的在国内生产总值中的比例大幅下降。尽管如此，对于大多数印度尼西亚家庭来说，他們相當一部分的收入依然來源自农业生產和种植园中的勞動。印度尼西亚境內大约30%的土地面积屬於農用土地。 
2013年，印度尼西亞农业生產總值佔国民生产总值的比例为14.43%，比2003年的15.19%略有下降。  2012 年，大约4900万印度尼西亚人從事與農業有關的生產，農業生產人口占该国总劳动力的41%。 印度尼西亞出口的農產品有棕榈油和橡胶，這些主要由印度尼西亞境內的种植园生產。 印度尼西亚也是世界上最大的棕榈油生产国。 

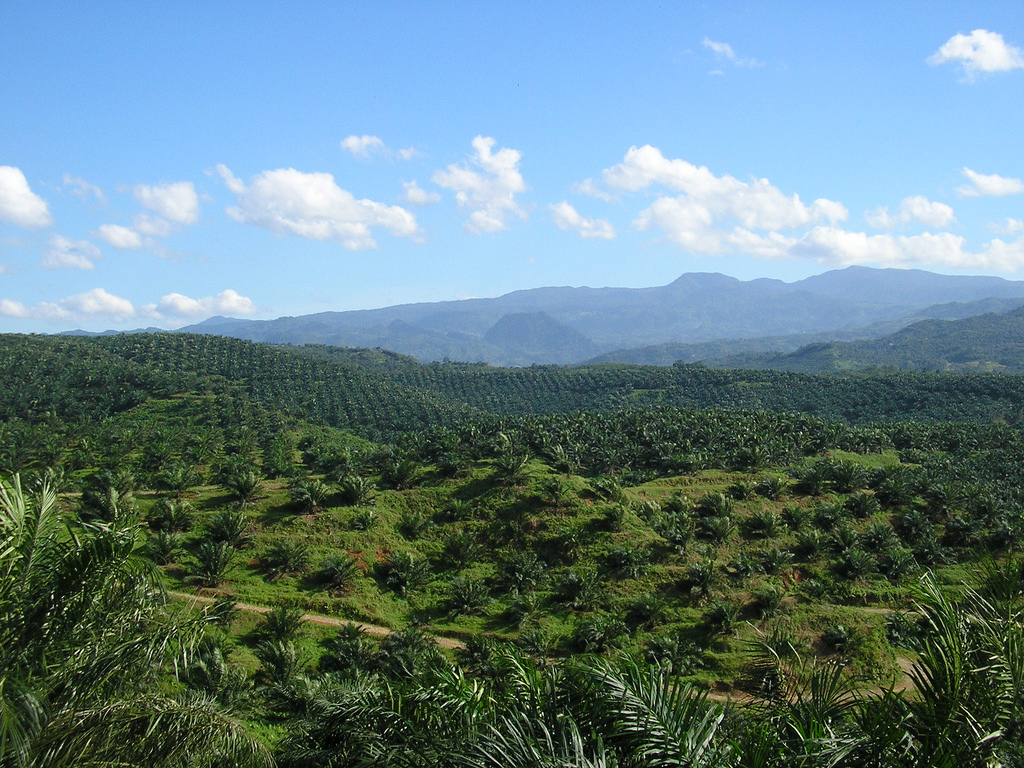
印度尼西亚境內有不少棕榈油种植园。目前，印度尼西亚是世界上最大的棕榈油生产国。

## 历史
5世紀時，爪哇上的人已懂得在農田中引入灌溉技術。
三佛齐以及满者伯夷很早就参与了全球香料贸易。巽他王國和萬丹蘇丹國是14至17世纪的胡椒贸易中心。 
某些印尼境內特有的香料，如班达群岛上的肉豆蔻和丁香在西方深受歡迎。歐洲人對香料的追求推動了地理大发现。16世纪早期，葡萄牙人就來到了印度尼西亞，並且將源自美洲的辣椒、玉米、番木瓜、花生、马铃薯、番茄、橡胶和烟叶等物種引入印度尼西亞。 
17世纪初，荷兰东印度公司在安汶和巴達維亞城建立贸易办事处、仓库和堡垒。
此時荷兰东印度公司垄断了香料贸易，並在爪哇開闢了甘蔗种植园。

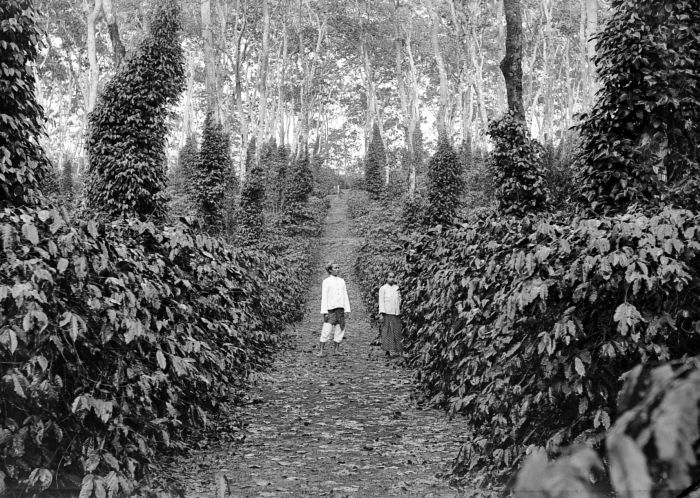
20世纪初荷属东印度群岛爪哇的咖啡种植园。

後來荷兰东印度公司破产，并被荷兰當局国有化为荷屬東印度。  荷兰人又將大量经济作物引入印度尼西亞。印度尼西亞境內出現越來越多的甘蔗、咖啡、茶在各種語言中的稱呼、烟草、奎宁、橡胶和棕榈油种植园。 
在苏哈托时代，印度尼西亞政府启动了印尼國內移民計劃，印尼當局讓无地农民从人口过剩的爪哇迁移到人口较少的苏门答腊、加里曼丹、苏拉威西和西新几内亚。 
1967年，印尼政府頒布外資投資法令，允許外資投資本國，因而外資也進入了印尼的農業領域。

### 米
米饭是印尼人的主食，印度尼西亚是仅次于中国和印度的世界第三大稻米生产国。然而由于印度尼西亚人口众多，其生产的大米主要供国内消费。为确保粮食安全，印尼政府還从泰国、越南和柬埔寨等東南亞國家进口大米。 

### 橡胶
20世纪初，天然橡胶轮胎工业的發展。印尼境內的橡胶种植园數量逐漸增多。目前，印度尼西亚的橡胶产量仅次于泰国，位居世界第二。 天然橡胶是印尼重要的出口创汇商品。

### 咖啡
2014年，印度尼西亚是第四大咖啡生产国。印度尼西亚的地理位置被认为是种植咖啡的理想之地。印度尼西亚位于赤道附近，岛上有许多山区，這为咖啡的生长创造了條件。 

### 茶
印度尼西亚是世界第六大茶叶生产国。印度尼西亚的茶叶生产始于18 世纪，茶叶由荷兰人引进。印度尼西亚於 2013年生产了150,100吨茶叶。然而其中的65%出口至其他國家，这表明印尼人的茶叶消费量相对较低。印度尼西亚生产的大部分茶叶主要是红茶，不過該國也生产少量绿茶。 

### 烟草
印度尼西亚是世界第五大烟草生产国，也是世界第五大烟草市场。 

## 环境问题

### 砍伐森林
印度尼西亚當地不少人為了開闢棕榈油种植园而砍伐熱帶雨林，  這使得印度尼西亚境內的热带雨林面積急劇減少的，並且這一行為還破坏了犀牛、大象、老虎和猩猩等濒危物种的栖息地。 